# Pelagio Galvani
Pelagio Galvani o Pelayo Gaitán (?, ca. 1165 - Montecassino, 30 de enero de 1230) fue un canonista y cardenal español, legado papal y líder religioso de la quinta cruzada.

## Primeros años
Sus primeros años son poco conocidos; descendiente de una familia noble de la península ibérica, algunos autores sitúan su nacimiento en el reino de León, bien en la ciudad de León, donde tenía propiedades, en su señorío de Gusendos de los Oteros, o en Galicia, mientras otros lo hacen natural de Guimarães, en el reino de Portugal.
Posiblemente profesó en la orden de los benedictinos, marchando después a estudiar teología en la universidad de París.

## Cardenalato
Tras establecerse en Roma fue canónigo de San Pedro,
y en el consistorio de 1205 o 1206 fue creado cardenal diácono con el título de Santa Lucia in Septisolio por Inocencio III; hasta el siglo XIX se le mencionó como el primer nacido en tierras ibéricas en recibir esta dignidad, aunque Pedro de Cardona la obtuvo treinta años antes.
Tras la muerte en 1209 del patriarca latino de Antioquía Pedro II de Angulema, el cabildo antioqueño le eligió como su sucesor, pero el papa denegó la confirmación, ya que deseaba mantenerlo junto a sí.
En 1211 fue creado cardenal presbítero de Santa Cecilia y en 1213 obispo de Albano, aunque tenía su residencia en Roma, donde ocupó un lugar destacado en la Curia, en particular en las relaciones de la Santa Sede con los reinos de la península ibérica.

## Legaciones

### En Romania
En 1213 fue enviado a Constantinopla como legado pontificio con una doble misión: por un lado conseguir la paz entre el Imperio de Nicea dirigido por Teodoro I Lascaris, y el Imperio Latino, bajo el liderazgo de Enrique de Flandes, para así unir las fuerzas militares de la cristiandad y poder recuperar Tierra Santa; por otro, unir a la Iglesia ortodoxa griega a la iglesia Romana, tras la separación de ambas en el cisma de Oriente. Galvani tuvo éxito en la primera cuestión, consiguiendo que ambos bandos firmaran las paces en 1214, pero no así en la segunda: sus conversaciones con el arzobispo de Éfeso Nicolas Mesarites, legado del Patriarca de Constantinopla Teodoro II Irenikos, no dieron fruto. Adicionalmente, llevó a cabo varios nombramientos eclesiásticos en Romania y dio varias constituciones reguladoras de la vida canónica y monacal en Chipre y Creta.

### En la quinta cruzada
En 1218 el nuevo papa Honorio III le nombró su legado para la nueva cruzada que se venía preparando desde el IV Concilio de Letrán, dirigida contra Egipto. A su llegada al teatro de operaciones, ya los cruzados estaban preparando la conquista del puerto de Damieta.
Avanzada la campaña, el sultán egipcio Al-Kamil ofreció a las tropas cristianas el reino de Jerusalén a cambio de levantar el asedio de Damieta; los franceses de Juan de Brienne y los teutones eran partidarios de aceptar la propuesta, pero Galvani, secundado por los italianos, los caballeros templarios y hospitalarios, se negó tenazmente. Damieta cayó en noviembre de 1219; Galvani consagró su mezquita en iglesia y restauró la sede episcopal y su cabildo.
No duró mucho tiempo la alegría: Juan de Brienne se marchó a reivindicar los derechos que sobre el trono de Armenia tenía su mujer Estefanía, hija de León I de Armenia; Federico II Hohenstaufen, que había prometido su asistencia a la cruzada, demoraba su llegada; las tropas cristianas tenían dificultades para mantener la plaza bajo su control. En 1221 Malik, que había recibido la ayuda de sus hermanos los sultanes de Damasco y Mesopotamia, retomó la ciudad. Posteriormente algunos historiadores achacarían el fracaso de la cruzada a la actitud intransigente del cardenal Pelagio.

## Regreso a Italia
De regreso en Italia, ejerció como decano del colegio cardenalicio en el cónclave de 1227 en que fue elegido papa Gregorio IX. En 1229, desatadas las hostilidades entre Roma y el emperador Federico II, que había sido excomulgado por el papa, Pelagio se puso al frente del ejército pontificio que enfrentó a las fuerzas imperiales. Debiendo retroceder frente a la superioridad militar de éstas, murió en 1230, siendo enterrado en la abadía de Montecasino. Otros autores sitúan la fecha de su muerte diez años más tarde, en 1240.

## Enlaces
- Su retrato y escudo en Araldica vaticana.

- Datos: Q703852
- Multimedia: Paio Galvão / Q703852